# Philondenx
Philondenx (Hilhondé, en occitan) est une commune du Sud-Ouest de la France, située dans le département des Landes (région Nouvelle-Aquitaine).
Ce village de campagne est occupé par de nombreux champs.

## Géographie

### Localisation
La commune est limitrophe du département des Pyrénées-Atlantiques.

### Communes limitrophes
Les communes limitrophes sont Lacajunte, Pimbo, Arzacq-Arraziguet, Cabidos et Malaussanne.
|                                    | Lacajunte                                |       |
| Malaussanne (Pyrénées-Atlantiques) | Philondenx                               | Pimbo |
| Cabidos (Pyrénées-Atlantiques)     | Arzacq-Arraziguet (Pyrénées-Atlantiques) |       |

### Climat
Pour des articles plus généraux, voir Climat de la Nouvelle-Aquitaine et Climat des Landes.
Historiquement, la commune est dans une zone de transition entre les climats océaniques aquitain et montagnard.  
En 2020, Météo-France publie une typologie des climats de la France métropolitaine dans laquelle la commune est dans une zone de transition entre le climat océanique et le climat de montagne et est dans une zone de transition entre les régions climatiques « Aquitaine, Gascogne » et « Pyrénées atlantiques »0.
Pour la période 1971-2000, la température annuelle moyenne est de 13,4 °C, avec une amplitude thermique annuelle de 14,7 °C. Le cumul annuel moyen de précipitations est de 1 122 mm, avec 12,1 jours de précipitations en janvier et 7,6 jours en juillet. Pour la période 1991-2020, la température moyenne annuelle observée sur la station météorologique la plus proche, située sur la commune d'Urgons à 10 km à vol d'oiseau, est de 14,0 °C et le cumul annuel moyen de précipitations est de 1 009,4 mm,. Pour l'avenir, les paramètres climatiques de la commune estimés pour 2050 selon différents scénarios d’émission de gaz à effet de serre sont consultables sur un site dédié publié par Météo-France en novembre 2022.

## Urbanisme

### Typologie
Au 1er janvier 2024, Philondenx est catégorisée commune rurale à habitat très dispersé, selon la nouvelle grille communale de densité à sept niveaux définie par l'Insee en 2022.
Elle est située hors unité urbaine et hors attraction des villes,.

### Occupation des sols

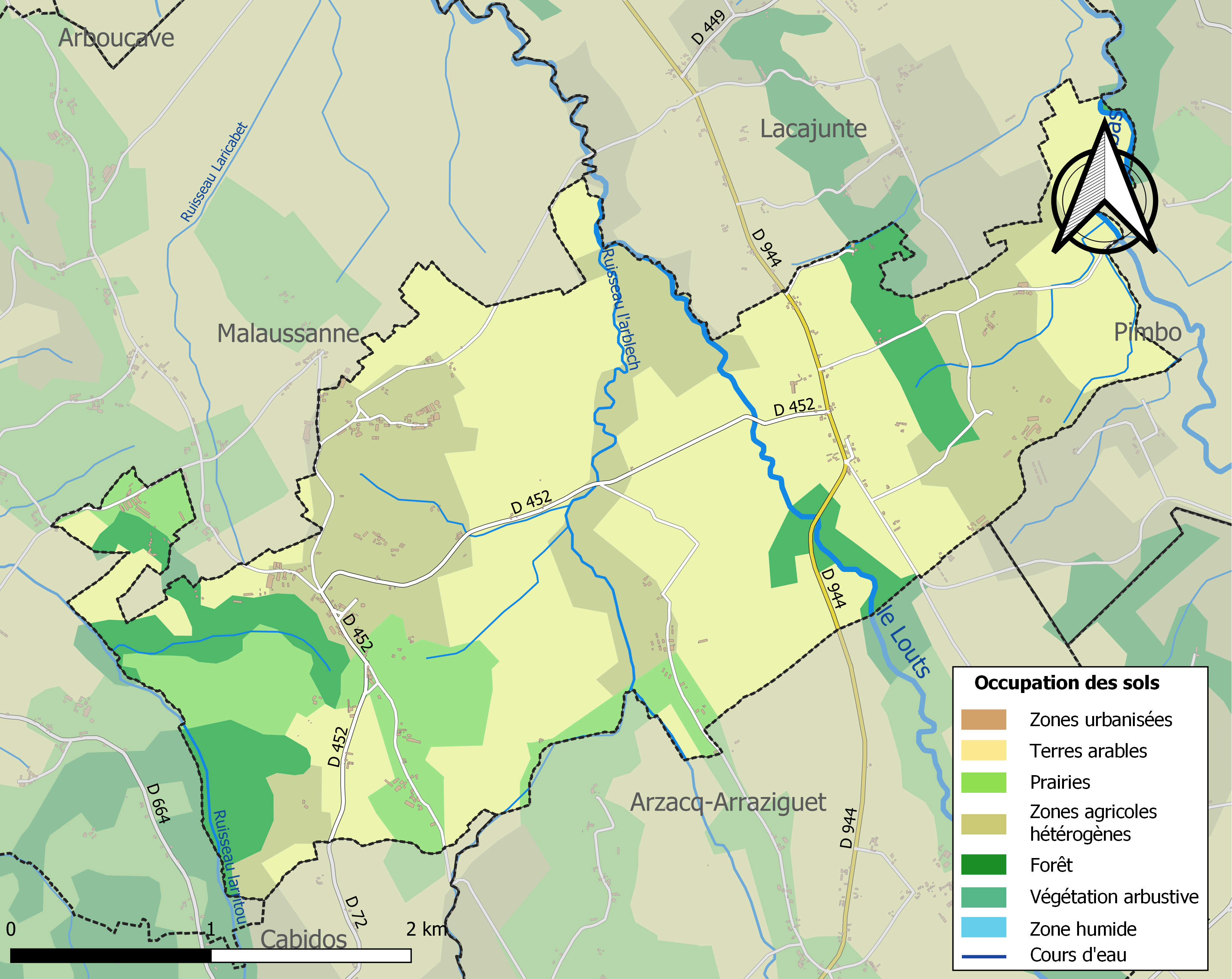
Carte des infrastructures et de l'occupation des sols de la commune en 2018 (CLC).

L'occupation des sols de la commune, telle qu'elle ressort de la base de données européenne d’occupation biophysique des sols Corine Land Cover (CLC), est marquée par l'importance des territoires agricoles (89,2 % en 2018), une proportion identique à celle de 1990 (89,2 %). La répartition détaillée en 2018 est la suivante : terres arables (51,9 %), zones agricoles hétérogènes (26,1 %), prairies (11,2 %), forêts (10,8 %). L'évolution de l’occupation des sols de la commune et de ses infrastructures peut être observée sur les différentes représentations cartographiques du territoire : la carte de Cassini (XVIIIe siècle), la carte d'état-major (1820-1866) et les cartes ou photos aériennes de l'IGN pour la période actuelle (1950 à aujourd'hui).

### Risques majeurs
Le territoire de la commune de Philondenx est vulnérable à différents aléas naturels : météorologiques (tempête, orage, neige, grand froid, canicule ou sécheresse), inondations, mouvements de terrains et séisme (sismicité modérée). Un site publié par le BRGM permet d'évaluer simplement et rapidement les risques d'un bien localisé soit par son adresse soit par le numéro de sa parcelle.
Certaines parties du territoire communal sont susceptibles d’être affectées par le risque d’inondation par débordement de cours d'eau, notamment le Gabas et le Louts. La commune a été reconnue en état de catastrophe naturelle au titre des dommages causés par les inondations et coulées de boue survenues en 1999, 2009 et 2018,.
Les mouvements de terrains susceptibles de se produire sur la commune sont des tassements différentiels.

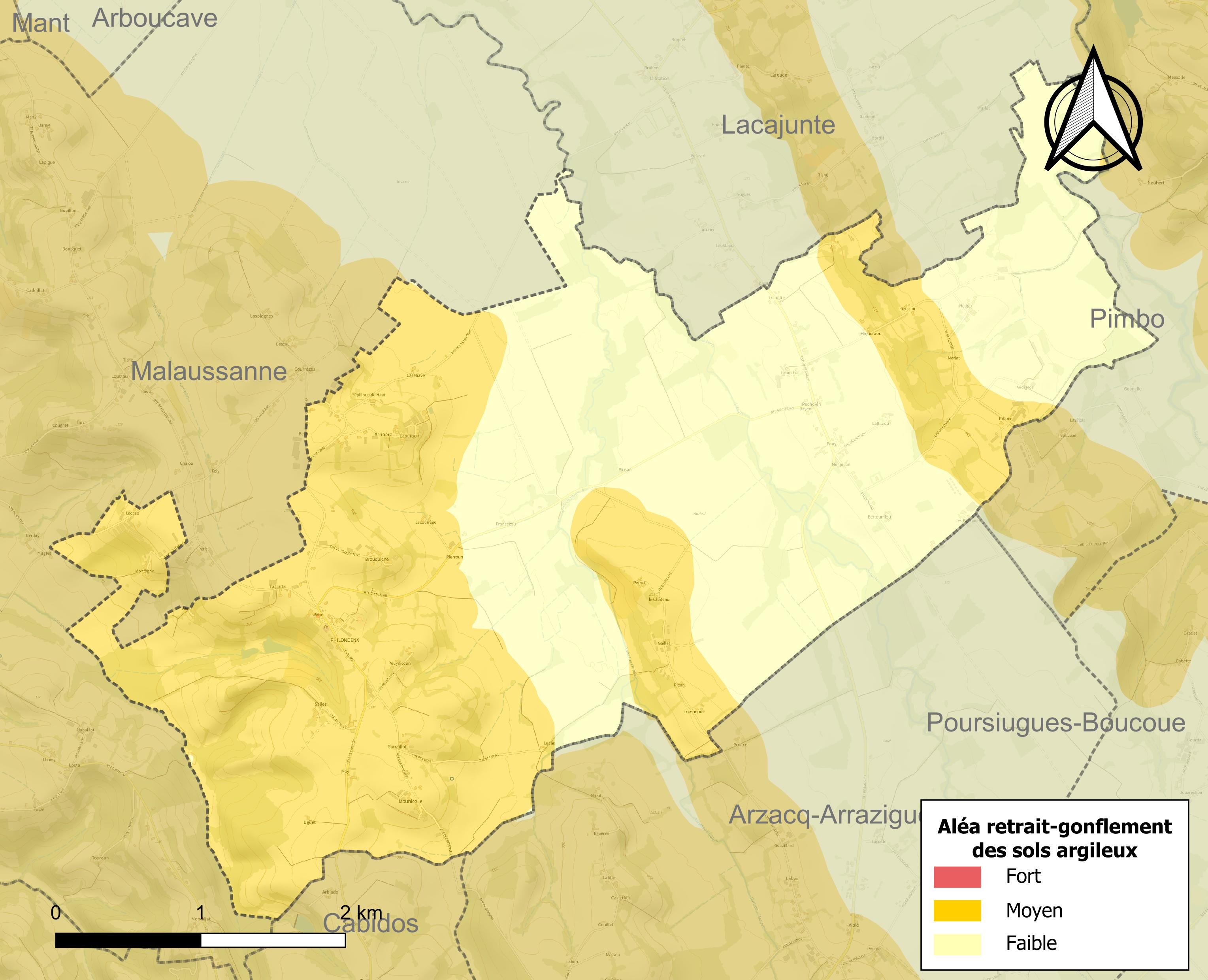
Carte des zones d'aléa retrait-gonflement des sols argileux de Philondenx.

Le retrait-gonflement des sols argileux est susceptible d'engendrer des dommages importants aux bâtiments en cas d’alternance de périodes de sécheresse et de pluie. 50,8 % de la superficie communale est en aléa moyen ou fort (19,2 % au niveau départemental et 48,5 % au niveau national). Sur les 104 bâtiments dénombrés sur la commune en 2019,  62 sont en aléa moyen ou fort, soit 60 %, à comparer aux 17 % au niveau départemental et 54 % au niveau national. Une cartographie de l'exposition du territoire national au retrait gonflement des sols argileux est disponible sur le site du BRGM,.
Concernant les mouvements de terrains, la commune a été reconnue en état de catastrophe naturelle au titre des dommages causés par la sécheresse en 1989 et par des mouvements de terrain en 1999.

## Histoire
Entre 1790 et 1794, Philondenx absorbe la commune éphémère d'Arbleix. Entre 1795 et 1800, c'est le tour à Pichevin à être supprimée et rattachée à Philondenx.

## Politique et administration

### Liste des maires
| Période                                  | Période  | Identité               | Étiquette | Qualité                                                                         |
| ---------------------------------------- | -------- | ---------------------- | --------- | ------------------------------------------------------------------------------- |
| mars 2001                                | 2020     | Jean-Pierre Lafferrère | DVD       | Exploitant agricole Président de la communauté de communes du Tursan (???-2014) |
| 2020                                     | En cours | Céline Labat           |           |                                                                                 |
| Les données manquantes sont à compléter. |          |                        |           |                                                                                 |

## Démographie
| 1793 | 1800 | 1806 | 1821 | 1831 | 1836 | 1841 | 1846 | 1851 |
| ---- | ---- | ---- | ---- | ---- | ---- | ---- | ---- | ---- |
| 457  | 403  | 503  | 560  | 600  | 602  | 604  | 604  | 595  |

| 1856 | 1861 | 1866 | 1872 | 1876 | 1881 | 1886 | 1891 | 1896 |
| ---- | ---- | ---- | ---- | ---- | ---- | ---- | ---- | ---- |
| 550  | 528  | 502  | 503  | 477  | 519  | 508  | 503  | 481  |

| 1901 | 1906 | 1911 | 1921 | 1926 | 1931 | 1936 | 1946 | 1954 |
| ---- | ---- | ---- | ---- | ---- | ---- | ---- | ---- | ---- |
| 460  | 480  | 407  | 402  | 371  | 373  | 378  | 342  | 310  |

| 1962 | 1968 | 1975 | 1982 | 1990 | 1999 | 2006 | 2011 | 2016 |
| ---- | ---- | ---- | ---- | ---- | ---- | ---- | ---- | ---- |
| 307  | 286  | 275  | 266  | 221  | 204  | 208  | 217  | 204  |

| 2021 | 2022 | - | - | - | - | - | - | - |
| ---- | ---- | - | - | - | - | - | - | - |
| 193  | 189  | - | - | - | - | - | - | - |

## Lieux et monuments
Construit sur une butte qui domine la vallée du Louts, le bourg de Philondenx est remarquable pour son église Saint-Étienne de Philondenx, dotée d'un étonnant clocher-mur à arcades. Comme la commune se trouve à l'extrémité sud du département des Landes, on trouve plusieurs belles maisons de style béarnais.
Plusieurs guides mentionnent les « vestiges du château d'Arbleix », difficilement repérables...

## Curiosité sémantique
Le toponyme de Philondenx est synonyme, pour de nombreux locuteurs des cantons de Geaune et de Hagetmau, de "trou perdu". Ainsi, on entendra souvent des habitants de la proche bourgade de Hagetmau prononcer des phrases comme "oh, c'est à Philondenx!". La commune landaise de Pimbo et les communes associées de Pompogne et Pindères, dans le Lot-et-Garonne, jouent un rôle équivalent pour d'autres locuteurs.